# 穆王八駿
穆王八駿，傳説中周穆王所擁有的八匹神駒。其分別名為「絕地」、「翻羽」、「超影」、「奔霄」、「踰輝」、「超光」、「騰霧」、「挾翼」。能日行萬里，穆王常乘此八匹駿馬巡視周朝之領地。
據《穆天子傳》則為：赤驥、盜驪、白義、踰輪、山子、渠黃、骅騮、綠耳。